# Nandus andrewi
Nandus andrewi là danh pháp khoa học của một loài cá thuộc họ Cá sặc vện.

## Từ nguyên
Tính từ định danh andrewi là để vinh danh Andrew Arunava Rao, một chuyên gia cá cảnh người Ấn Độ, để ghi nhận sự phát hiện ra loài mới này của ông cũng như sự hỗ trợ của ông với nhóm tác giả người Singapore trong công việc thực địa tại Ấn Độ.

## Phân bố
Loài này được tìm thấy trong lưu vực sông Ichamati ở Tây Bengal, đông bắc Ấn Độ.

## Đặc điểm
Loài cá nước ngọt, dài tới 12,5 cm. Vây lưng: tia gai = 12-14, tia mềm = 11-14. Vây hậu môn: tia gai = 3, tia mềm = 7- 8. Loài này khác với các đồng loại khác ở chỗ màu cơ thể trắng ánh xanh lam nhạt khi còn sống (so với nâu lốm đốm); khác với Nandus nandus, đồng loại Nam Á duy nhất, ở chỗ có độ sâu cơ thể 24,3-29,1% chiều dài tiêu chuẩn (so với 28,2-34,3%); chiều dài vây chậu 16,2-18,9% chiều dài tiêu chuẩn (so với 18,0-21,2%); khác với Nandus nebulosus, Nandus oxyrhynchus và Nandus prolixus bởi sự hiện diện của đốm đen trên cuống đuôi (so với không có), số vảy trên đường bên 45-52 (so với 24-37) và độ sâu cơ thể 24,3-29,1% chiều dài tiêu chuẩn (so với 30,7-44,1%).